# King Edward's Chair

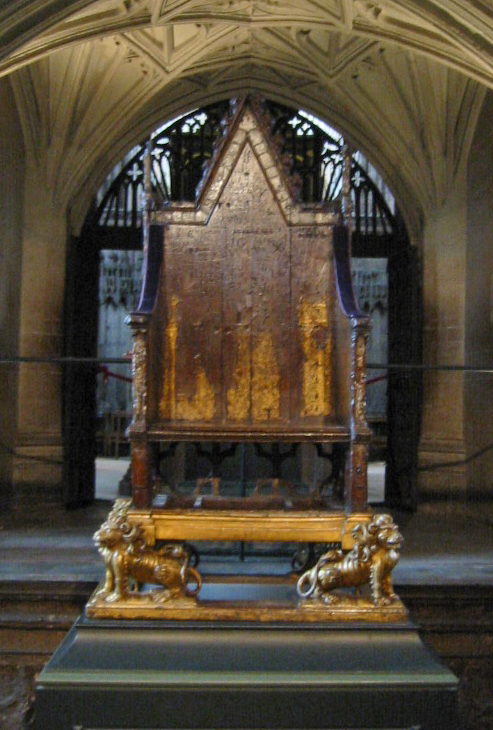
La King Edward's Chair, aujourd’hui à l’abbaye de Westminster, sans la Pierre du destin.

La King Edward's Chair (« chaise du roi Édouard ») ou Coronation Chair (« chaise du couronnement ») est le trône servant lors du couronnement des souverains d’Angleterre, puis du Royaume-Uni. Elle est actuellement entreposée dans la chapelle Édouard le Confesseur de l'abbaye de Westminster.

## Histoire

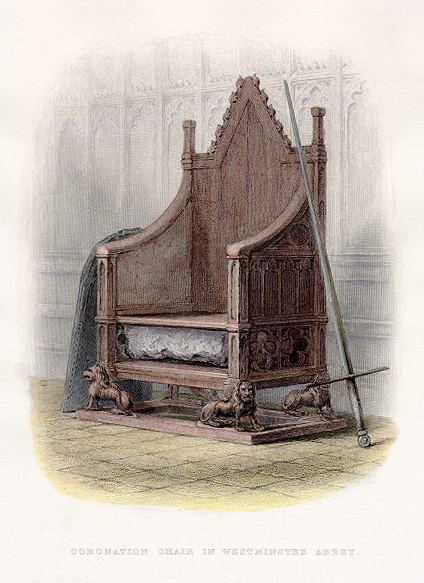
Gravure de 1855 représentant la chaise accompagnée de la Pierre du destin qui est située sous le siège.

Depuis 1308, tous les rois d'Angleterre, et depuis l'union de 1707, tous les souverains britanniques se sont assis dans ce fauteuil au moment de leur couronnement, à l'exception de la reine Marie Ire (qui fut couronnée avec un fauteuil offert par le pape) et de Marie II qui utilisa une copie du meuble pour la cérémonie.
La King Edward's Chair fut utilisée pour la dernière fois lors du couronnement de Charles III en 2023.
Commandé par le roi Édouard Ier en 1307, ce trône était destiné à contenir la Pierre du destin (ou Pierre de Scone), qu'Édouard avait rapportée d’Écosse comme butin de guerre. La pierre servait alors pour le couronnement des rois d'Écosse et était conservée à l'abbaye de Scone.
Le fauteuil est essentiellement en chêne, et de style gothique. Il a été sculpté par un charpentier nommé Master Walter, qui fut rémunéré 100 shillings pour son travail — une somme considérable pour l'époque. Les quatre lions dorés du piètement ont été rajoutés en 1727 lors d’une restauration. Ils remplacent eux-mêmes des lions ajoutés au XVIe siècle.
Sous le siège du fauteuil se trouve la cavité prévue pour recevoir la Pierre du destin. Mais depuis 1996, elle a été rétrocédée à l'Écosse et est depuis exposée au château d'Édimbourg. Elle fut replacée sous le siège lors du couronnement de Charles III.
Le siège était autrefois richement peint et recouvert de feuilles d'or. Il s'est dégradé au cours du temps, confronté aux allées et venues des pèlerins, des touristes et des enfants de chœur de l'abbaye. Des initiales et autres graffitis y ont notamment été gravés au cours des XVIIIe et XIXe siècles, tandis que les fleurons sculptés à l'arrière du siège ont été sciés.
Au cours des huit siècles de son existence, la King Edward's Chair n'a été retirée que deux fois de l'abbaye de Westminster : 
- La première fois lors d'une cérémonie au palais de Westminster, durant laquelle Oliver Cromwell fut intronisé en tant que Lord Protecteur d'Angleterre.
- La seconde fois pendant la Seconde Guerre mondiale, lorsqu'elle fut entreposée à la cathédrale de Gloucester par mesure conservatoire.

Aujourd'hui, le siège est hautement protégé. Posé sur un socle moderne, il est exposé dans le déambulatoire de l'abbaye, près de la tombe d'Henri V. Mais au prochain couronnement, le cérémonial veut qu'il soit à nouveau placé dans le chœur de l'église face à l'autel.